# كاتسومي سوزوكي (مؤدي صوت)
كاتسومي سوزوكي (باليابانية: 鈴木勝美؛ بالكانا: すずき かつみ) هو مؤدي صوت ياباني، ولد في 5 أغسطس 1956 في آيتشي في اليابان.

## وصلات خارجية
- كاتسومي سوزوكي على موقع IMDb (الإنجليزية)
- كاتسومي سوزوكي على موقع ألو سيني (الفرنسية)
- كاتسومي سوزوكي على موقع ميوزك برينز (الإنجليزية)
- كاتسومي سوزوكي على موقع قاعدة بيانات الفيلم (الإنجليزية)
- كاتسومي سوزوكي على موقع كينوبويسك (الروسية)
- كاتسومي سوزوكي على موقع ANN person (الإنجليزية)